# Ourgout
Ourgout (Ургут́) est une ville (depuis 1973) en Ouzbékistan dépendant de l'oblast de Samarcande, à environ 50 km au sud-ouest de Samarcande dans une région montagneuse. Ourgout est le chef-lieu administratif du raïon d'Ourgout. Elle compte environ 45 000 habitants en 2008. La petite ville est connue pour ses platanes (tchinar), qui formaient une forêt autour de la ville, et dont certains sont plus que millénaires aujourd'hui. Elle possède un des bazars parmi les plus importants du pays.

## Historique
C'est au XVIIe siècle que sont mentionnées les premières traces d'un village commerçant sur ces lieux habités par la tribu des Ourgoutliks qui est une sous-ethnie ouzbèke - représentant environ 500 000 personnes aujourd'hui - dont on retrouve d'autres groupes directement apparentés, jusqu'au Tadjikistan et en Afghanistan.
La mosquée date du début du XXe siècle. Des archéologues ont retrouvé en 1996 non loin (à deux kilomètres de Tchor Tchinar, au site de Souleymantepa) des vestiges d'une église abbatiale nestorienne du IXe siècle. Après la christianisation due à l'apôtre Thomas vers les Indes, le christianisme s'est en effet répandu dès le IIIe siècle et le IVe siècle grâce aux routes caravanières, notamment à partir de Merv. Ce monastère a été donc construit alors que la région - également zoroastrienne - n'était pas encore totalement soumise à l'islam. Il était sans nul doute le lieu d'un pèlerinage local important.
À l'époque de l'émirat de Boukhara, Ourgout était gouvernée de façon quasi-autonome par un bek local (sorte de gouverneur). Elle possédait une citadelle. Du XVIIIe siècle jusqu'à l'arrivée des Russes en 1868, Ourgout était gouvernée par la dynastie ouzbèke des Ming (ne pas confondre avec la dynastie chinoise du même nom) d'origine turcophone de la même famille que les khans de Kokand. La ville et sa vallée, qui offrent une situation stratégique sur la route de Samarcande, et le passage vers la vallée du Zeravchan, sont prises par les troupes du colonel Abramov, le 12 mai 1868.